# Vitus Bering

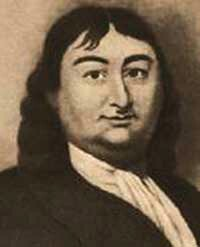
Vitus Bering

Vitus Jonassen Bering (hay ít gặp hơn là Behring) (8/1681–19/12/1741) - người Đan Mạch - là nhà hàng hải thiên tài của Hải quân Nga, một thuyền trưởng được thủy thủ Nga biết đến dưới cái tên Ivan Ivanovich. Ông sinh ra tại thị trấn Horsens thuộc Đan Mạch và mất trên đảo Bering, gần bán đảo Kamchatka.
Sau chuyến đi đến Đông Ấn, ông gia nhập Hải quân Nga vào năm 1703, phục vụ trong hạm đội Baltic trong suốt Đại chiến Bắc Âu. Trong những năm 1710–1712 ông phục vụ trong hạm đội biển Azov ở Taganrog và tham gia cuộc Chiến tranh Nga - Thổ. Ông kết hôn với một phụ nữ Nga vào năm 1715 ông về thăm quê hương lần cuối cùng trong một chuyến đi ngắn ngày. Một chuỗi các cuộc khám phá vùng duyên hải phía bắc của châu Á, kết quả kế hoạch mở rộng đất nước của Pyotr Đại đế, đã dẫn tới chuyến đi đầu tiên đến Kamchatka của Bering. Năm 1725, với sự tài trợ của chính quyền Nga, ông theo đường bộ đến Okhotsk, tới Kamchatka, và cho đóng con thuyền Sviatoi Gavriil (Gabriel Thần thánh). Năm 1728, Bering tiến về phía bắc, đến khi không tìm thấy phần đất nào ở phía đông và phía bắc nữa.
Ngay năm sau đó ông tổ chức một chuyến thám hiểm dở dang đến phần lục địa phía đông, tái khám phá đảo Ratmanov thuộc quần đảo Diomede đã được Semyon Ivanovich Dezhnev tìm thấy trước đó. Vào mùa hè năm 1730, Bering quay trở lại Sankt-Peterburg. Trong suốt chuyến hành trình dài qua Siberi dọc theo lục địa châu Á, ông bị bệnh nặng. Có năm người con của ông đã chết trong chuyến đi này.
Bering sau đó được giao chỉ huy một chuyến thám hiểm xa hơn, và quay về Okhotsk vào năm 1735. Ông cho thợ mộc địa phương là Makar Rogachev và Andrey Kozmin đóng hai chiếc thuyền, Sviatoi Piotr (Pyotr Thần thánh) và Sviatoi Pavel (Pavel Thần thánh) vào năm 1740 đã định cư ở Petropavlovsk ở Kamchatka. Tiếp đó, ông dẫn đầu một đoàn thám hiểm thẳng đến Bắc Mỹ vào năm 1741. Một cơn bão đã khiến đội thuyền bị lạc nhau, nhưng Bering đã nhìn thấy vùng duyên hải phía nam của Alaska, và đổ bộ lên đảo Kayak hay các đảo lân cận. Theo lệnh của Aleksei Ilyich Chirikov, chiếc thuyền thứ hai khám phá bờ biển tây bắc châu Mỹ (ngày nay là quần đảo Alexander thuộc Alaska). Những chuyến đi của Bering và Chirikov là một phần quan trọng trong nỗ lực tìm hiểu phía bắc Thái Bình Dương của Nga mà ngày nay gọi là Đại thám phương Bắc.
Bering buộc phải trở lại vì gặp nhiều bất lợi, và ông đã khám phá một phần quần đảo Aleut khi quay về. Một thủy thủ bị chết và được chôn cất trên một trong những hòn đảo này và quần đảo được đặt theo tên của anh ta (quần đảo Shumagin). Bering đã quá yếu để chỉ huy con thuyền của mình, cuối cùng đã phải trú tạm ở một hoang đảo thuộc quần đảo Commander (Komandorskiye Ostrova) phía tây nam biển Bering. Ngày 19 tháng 12 năm 1741, Vitus Bering qua đời vì bệnh sco-bút, cùng với 28 người khác trong đoàn. Tên của ông được đặt cho hòn đảo này. Một cơn bão đã đánh đắm thuyền Sv. Piotr, nhưng người thợ mộc duy nhất còn sống sót, S. Starodubtsev, với sự giúp đỡ của các thủy thủ đã đóng một chiếc thuyền nhỏ hơn từ xác con thuyền cũ. Chiếc thuyền mới này chỉ dài 12,2 mét (40 ft) và cũng được đặt tên là Sv. Piotr. Trong số 77 người đã lên con thuyền Sv. Piotr này, chỉ còn 46 người là sống sót trong khi được tuyên bố là đã chết chỉ một ngày trước khi về đến cảng. Sv. Piotr được tiếp tục sử dụng trong 12 năm, được dùng để chuyên chở giữa Kamchatka và Okhotsk cho đến năm 1755. Người đóng nó, Starodubtsev, đã trở về nhà với phần thưởng của chính quyền và về sau đã đóng thêm vài con thuyền khác.
Trong nhiều năm người ta đã không thấy được ý nghĩa các chuyến đi của Bering, nhưng thuyền trưởng Cook đã chứng tỏ sự đúng đắn của những cuộc thám hiểm này. Ngày nay, tên của ông được đặt cho một số địa danh như eo biển Bering, biển Bering, đảo Bering, sông băng Bering và Cầu đất liền Bering.